# Václav Dobiáš
Václav Dobiáš (ur. 22 września 1909 w Radčicach, zm. 18 maja 1978 w Pradze) – czeski kompozytor.
Ukończył konserwatorium w Pradze, gdzie studiował u Josefa Bohuslava Foerstera i Vítězslava Nováka. Od 1950 roku wykładał w praskiej Akademii Sztuk Scenicznych. W 1966 roku został wybrany prezesem związku kompozytorów czechosłowackich (Svaz československých skladatelů).
Po 1945 roku poparł komunistyczne władze Czechosłowacji, od 1958 roku był członkiem KSČ. W latach 1960–1969 zasiadał jako poseł w Zgromadzeniu Narodowym. Wyrazem jego ukłonu w stronę władzy były kantaty Stalingrad (1945) i Buduj vlast, posílíš mir (1950).
We wczesnych kompozycjach sięgał po motywy ludowe, później pod wpływem Aloisa Háby zwrócił się w stronę muzyki ćwierćtonowej. Po 1945 roku zyskał sobie sławę jako jeden z czołowych przedstawicieli realizmu w muzyce czeskiej. Skomponował m.in. cztery kwartety smyczkowe (1931, 1936, 1938, 1942), nonet (1938), sonaty skrzypcową (1936) i wiolonczelową (1939), suitę fortepianową (1939), Lento na 3 harfy (1940), concertino na skrzypce (1941), dwie symfonie (1943 i 1956–1957), Sinfoniettę (1946), Festive Overture (1966).